# Bortsurmani
Bortsurmani (en rus: Бортсурманы) és un poble de l'óblast de Nijni Nóvgorod, a Rússia, segons el cens del 2010 tenia 573 habitants, és la seu administrativa del districte homònim. Es troba a 19 km al nord de Pilna i a 135 km de Nijni Nóvgorod.